# Sendeturm Namur-Profondeville
Der Fernsehturm Namur-Profondeville ist ein 163 Meter hoher Sendeturm in Stahlfachwerkbauweise in Profondeville bei Namur im südbelgischen Wallonien. Er hat ein Gewicht von 150 Tonnen.